# Когуч Павло Михайлович
Павло Михайлович Когуч (псевдо:Олесь, Павло, Пробій, Славко; 9 вересня 1923, с. Павлівка, Тисменицький район, Івано-Франківська область — 14 лютого 1951, біля с. Вікторів Галицького р-ну Івано-Франківської обл.) — український військовий діяч, поручник Української повстанської армії, командир сотень УПА «Заведії» та «Месники», лицар Бронзового хреста бойової заслуги УПА.

## Життєпис
Освіта — середня спеціальна: закінчив гімназію та педкурси. За фахом — вчитель. Працював вчителем у с. Рибне Тисменицького району. Активний член товариств «Пласт», «Сокіл» та «Просвіта», особливо відзначався у драматичному та хоровому гуртках, місцевій футбольній команді «Пробій».
Член ОУН із кінця 1930-х рр. В роки німецької окупації за дорученням ОУН працює в українській допомоговій поліції (1942—1943). В УНС із 1943 р., інтендант сотні «Різуна». Закінчив старшинську школу УПА «Олені» (07.1944).
Командир чоти сотні УПА «Заведії» (07.1944-01.1945), командир сотні УПА «Заведії» ТВ-22 «Чорний ліс» (01.-04.1945). 7.04.1945 р. у бою в с. Посіч Тисменицького району тяжко поранений у праву руку, тривалий час лікувався.
Командир сотні УПА «Месники» куреня «Смертоносці» (літо 1945 — осінь 1947).
Восени 1947 р. після розформування відділу перейшов в лави збройного підпілля ОУН. Організаційний референт (осінь 1947 — 09.1950), а відтак керівник (09.1950-14.02.1951) Станиславівського надрайонного проводу ОУН.
Загинув у криївці під час сутички з опергрупою відділу 2-Н УМДБ. Старший булавний (?), поручник (22.01.1946) УПА

## Нагороди
- Згідно з повідомленням у виданні «Шлях перемоги» тактичного відтинку УПА 22 «Чорний ліс» ч. 1 від червня 1947 р. поручник УПА, командир сотні УПА «Месники» Павло Когуч — «Павло» нагороджений Бронзовим хрестом бойової заслуги УПА.